# مسجد كامبونج سيمابات
مسجد كامبونج سيمابات أو مركز العبادة كامبونج سيمابات يقع المسجد أو مركز العبادة في كامبونج سيمابات، والتي تبعد حوالي خمسة وعشرين كيلومتر من مدينة بانجر في بروناي .

## البناء
بنيت قاعة العبادة أو مسجد كامبونج سيمابات في الثالث من شهر أبريل من عام 1994، على موقع أرض مساحتها 0.5 دونم، وتم الانتهاء من البناء في أواخر عام 1994 بتكلفة قدرها 53،402.92 دولار .

## الافتتاح
استخدمت مركز العبادة وافتتح لأول مرة في الثامن من شهر ديسمبر من عام 1994 .

## استيعاب المسجد
تبلغ قدرة قاعة العبادة نحو 200 مصلي في وقت واحد.